# Mary Janes

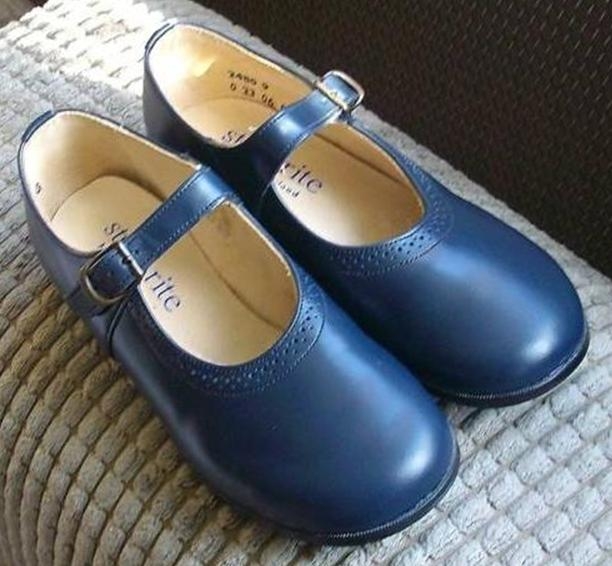
Mary Janes.

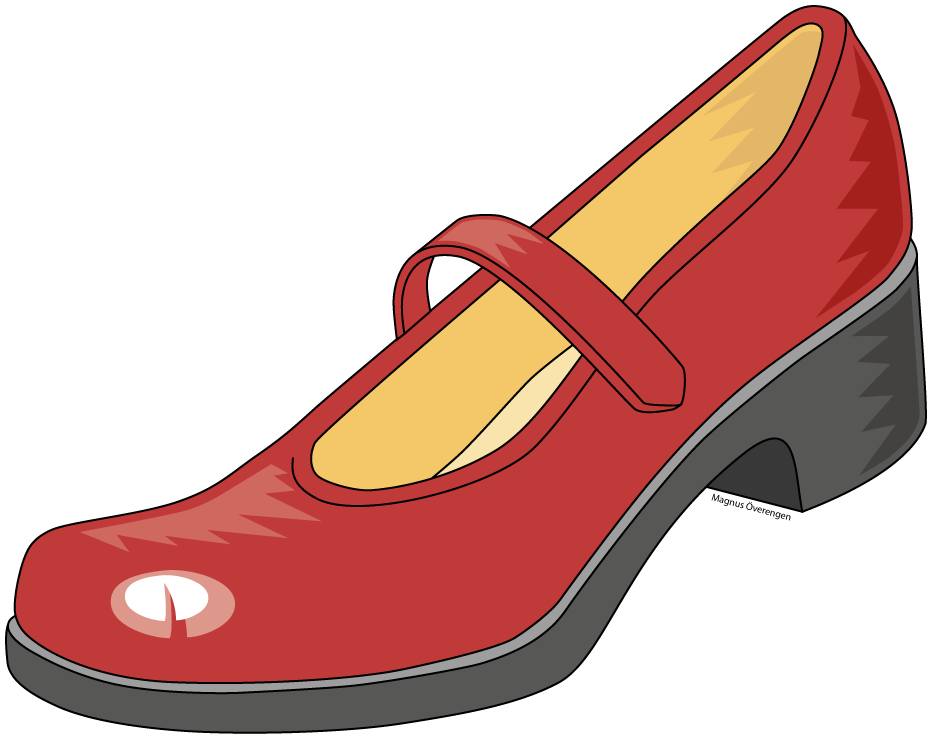
Illustration föreställande en sko av Mary Janes-typ.

Mary Janes är en typ av skor med rundad tå och rem över foten. I den amerikanska tecknade serien Buster Brown var Mary Jane hans flickvän som bar skor av denna typ.
Denna typ av skor användes både av flickor och pojkar fram till 1930-talet, och därefter har de så gott som uteslutande burits av flickor. Även pumps samt kinaskor med rem över foten kallas ibland Mary Janes.